# Клозе, Фридрих
Фридрих Клозе (нем. Friedrich Klose; 29 ноября 1862, Карлсруэ — 24 декабря 1942, Лугано) — немецко-швейцарский композитор.

## Биография
Ученик Винценца Лахнера, затем в 1886—1889 гг. учился в Вене у Антона Брукнера, о чём в дальнейшем опубликовал мемуарную книжку «Годы моего обучения у Брукнера» (нем. Meine Lehrjahre bei Bruckner; 1927). В 1906—1907 гг. преподавал в Базельской консерватории, затем до 1919 гг. в Мюнхенской академии музыки, где среди его учеников были, в частности, Макс Буттинг, Вильгельм Петерсен, Бодо Вольф, Милое Милоевич и Пауль Бен-Хаим. Затем жил и работал в Швейцарии. Незадолго до смерти был удостоен, по случаю 80-летия, звания почётного доктора Бернского университета.
Наследие Клозе включает ряд симфонических поэм, в числе которых «Лорелея», «Жизнь есть сон» (нем. Das Leben ein Traum), «Жанна д’Арк», «Король-эльф», «Сказка» (нем. Das Märchen) и др., а также мессу и другие хоровые сочинения. Стилистически творчество Клозе близко к Рихарду Штраусу.